# Гудермеська соборна мечеть
43°20′53″ пн. ш. 46°06′10″ сх. д. / 43.3481° пн. ш. 46.1027° сх. д.
Гудермеська соборна мечеть імені Ташу-Хаджі – центральна джума-мечеть міста Гудермес Чеченської Республіки. У мечеті одночасно можуть молитися до семи тисяч віруючих.

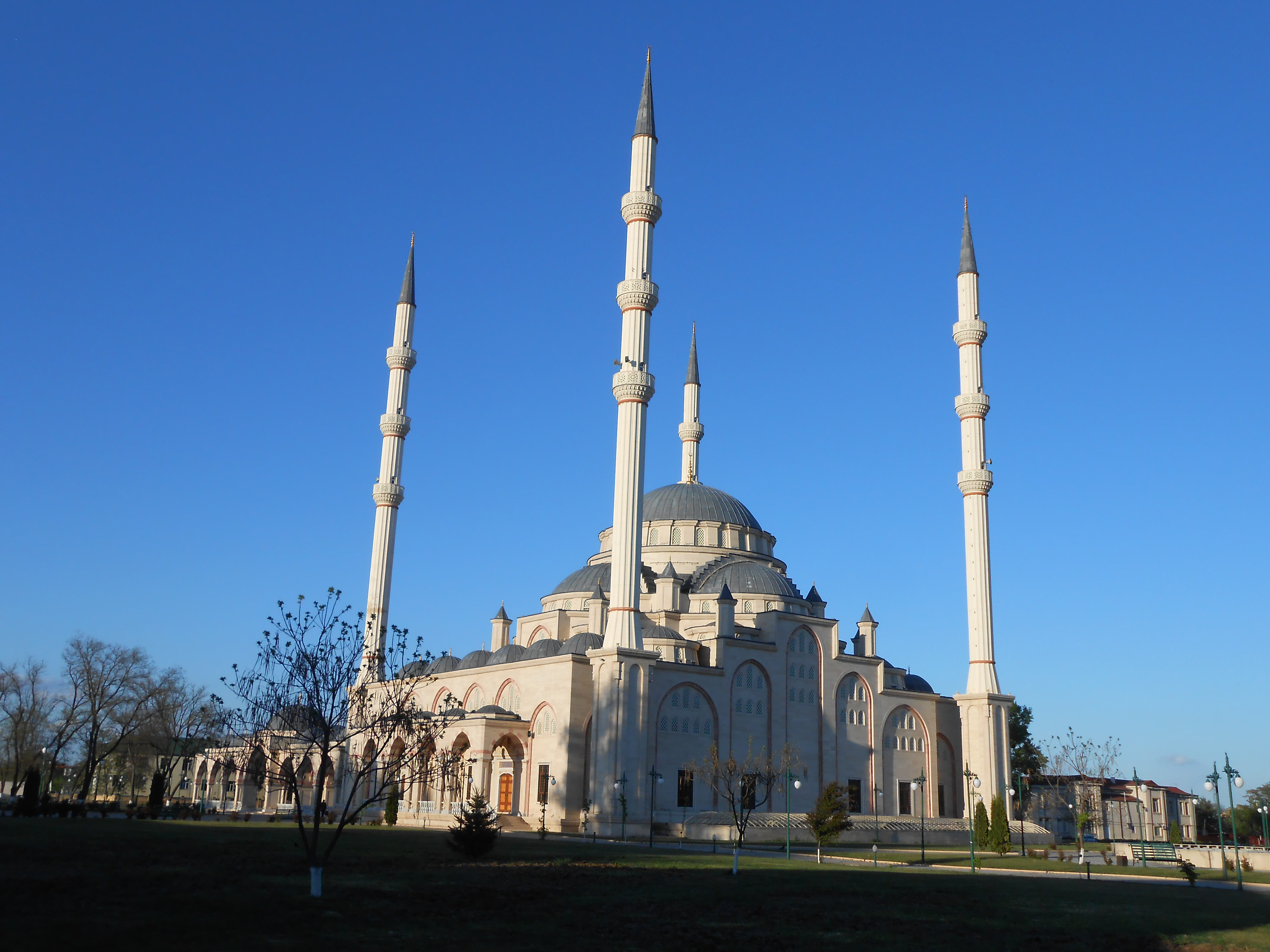
Соборна мечеть міста Гудермес

## Історія
Станом на 1883 в селі Гудермес налічувалося 4 мечеті, головна джума-мечеть і 3 квартальних.
Мечеть імені Ташу-Хаджі знаходиться на вулиці 84-ї Морської Бригади, у місті Гудермесі, Чеченської Республіки. Ташу-Хаджі (Воккха Хьяьжа) Саясанський — відомий богослов, воїн, ісламський місіонер, є одним із найшанованіших святих у Чеченській Республіці.
Головна мечеть міста Гудермес відкрилася 23 серпня 2011. Відкриття мечеті було присвячено 60-річчю президента Чеченської Республіки, Ахмата-Хаджи Кадирова.
Вміщує разом із прилеглою територією понад сім тисяч віруючих. Архітектура мечеті поєднує два стилі — класичний османський і візантійський. Як основу архітектури використано Блакитну мечеть у Стамбулі.
Мечеть прикрашають чотирнадцять малих куполів, у центрі яких, в оточенні чотирьох напівкуполів, височить головний великий купол заввишки понад двадцять метрів. У Гудермеській мечеті по кутах будівлі височіють чотири мінарети вони орієнтовані на всі боки світу для здійснення азана, мінарети мають по три балкони. Зовнішні та внутрішні стіни основної будівлі оздоблені травертином, а інтер'єр декорований білим мармуром.
Побудований мармуровий різьблений мінбар і молитовна ніша у стіні мечеті — міхраб, виготовлена з білого мармуру, спрямована у бік Мекки, вказуючи віруючим напрямок під час молитви. Центральна зала накрита великим куполом. Купол і напівкупол зсередини прикрашені написами — сурами з Корану та висловами пророка Мухаммеда. В основному залі під куполом знаходиться велика люстра, прикрашена кристалами Swarovski. Соборна мечеть має велику красиву територію, розбитий парк з алеями, прокладеними пішохідними доріжками та доглянутими газонами.

## Галерея

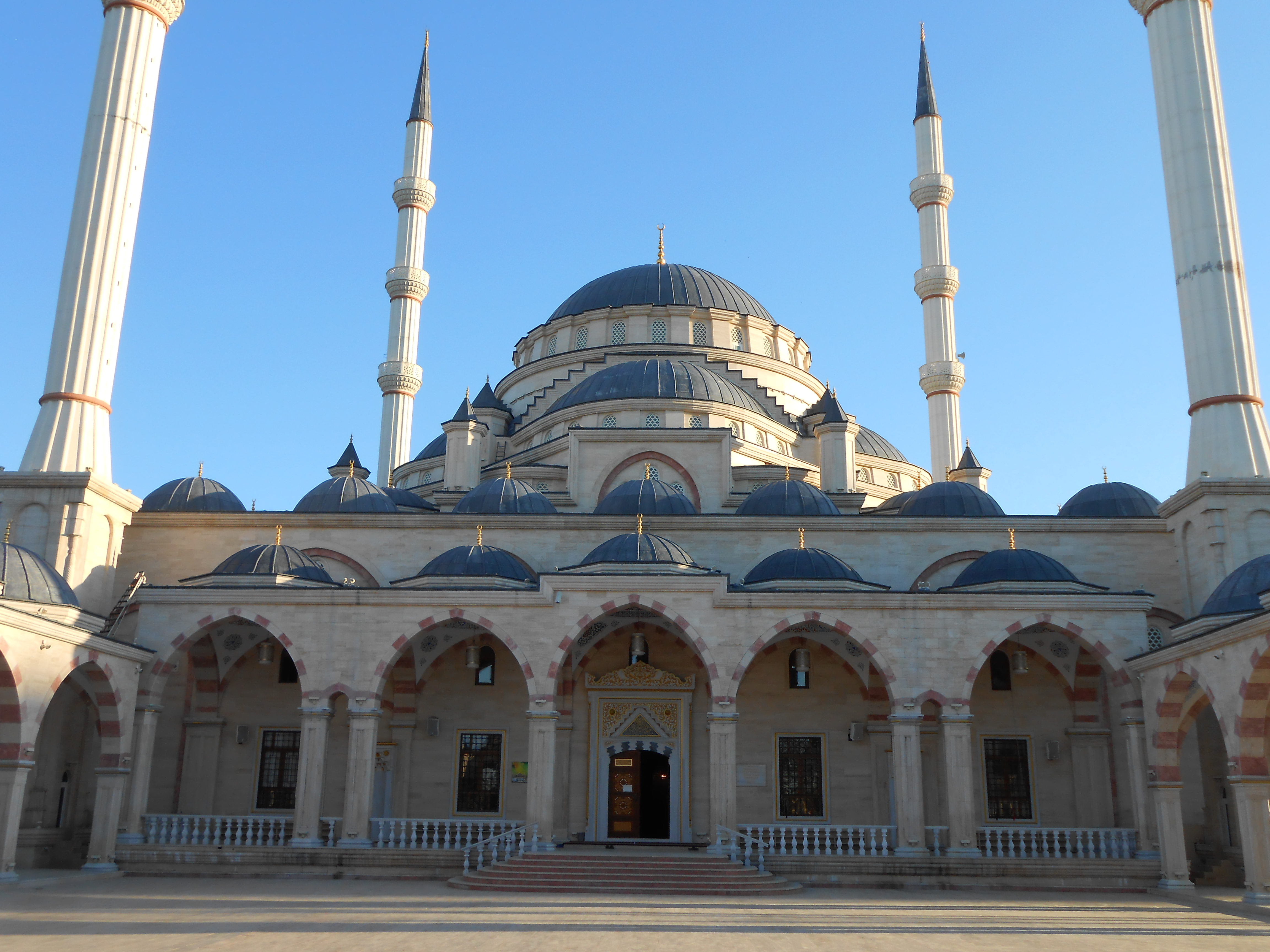